# غرق

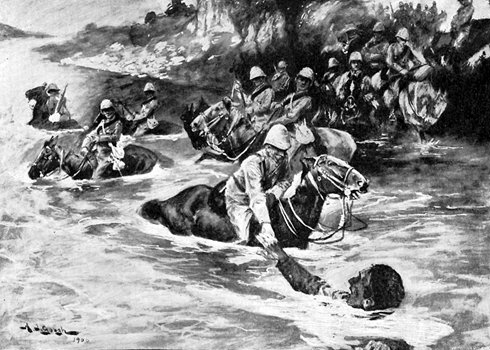
رسم لعملية إنقاذ شخص (1902)

الغرق هو موت ينتج عن الاختناق بالماء أو السوائل الأخرى، ويمكن للشخص الذي لا يعرف السباحة أن ينجو من الغرق بالطفو على سطح الماء، ويتحقق الطفو بالاستلقاء على الظهر، وترك الجسم في حالة استرخاء، وعادةً يفشل الشخص في التمكن من الطفو، ويكون السبب في هذه الحالة هو الخوف الذي يؤدي إلى تصلب الجسم وغطسه، وبعد الغطس بزمن يقل عن دقيقتين، يدخل الشخص في غيبوبة، ولكن الموت لا يحدث.
الغرق، وفقا لمنظمة الصحة العالمية، هو السبب الرئيسي الثالث للوفاة في العالم، وهو ما يمثل 7٪ من جميع الوفيات الناجمة عن الإصابات ذات الصلة به (طبقا لتقديرات إحصائيات الوفيات غرقا 388,000 في عام 2004، باستثناء تلك التي تعزى إلى الكوارث الطبيعية، علماً بأن 96٪ من هذه الوفيات تحدث في البلدان المنخفضة والمتوسطة الدخل...

## تعريف الغرق
الغَرْق لغة: الإِغراقُ في القوس ونحوه.غَرِقَ : غَرِقَ في الماء غَرِقَ َ غَرَقًا : غَلَبَهُ الماءُ فهَلكَ بالاختناق أو كاد، فهو غَرِقٌ، وغارقٌ، وغَرِيقٌ. والجمع : الأَخير : غَرْقَى. ويقال : غَرِق الدَّين أَو البَلوَى. ويقال : غَرِقَت السفينة ونحوُها : رسبت في الماءِ. وغَرِقَ الأَرضُ: غَمَرَها الماءُ، فهي غَرِقة.

## أنواع الغرق

### الغرق الأولي
كما يعرف بالغرق الحقيقي أو الغرق المبتل، وهو الأكثر شيوعا من بين أنواع الغرق ويتراوح نسبة انتشاره ما بين 75 إلى 95 %، وفي هذا النوع يتسرب الماء إلى ممرات الجهاز التنفسي والرئة، لينتقل من بعدها إلى الدم.
وينقسم الغرق الأولي بناءا على نوع الماء إلى قسمين :
- الغرق في المياه العذبة: الغرق في تلك المياه يؤدي إلى انخفاض مستوى تركيز الكلور والكالسيوم في بلازما الدم. ومن علاماته أيضا انخفاض تركيز الأكسجين في الأوعية الدموية. بعد الإسعاف الأولي للغريق وإنقاذه في هذه الحالة يحدث عادة الوذمة الرئوية (Pulmonary edema ) مع خروج رغوة دموية من ممرات الجهاز التنفسي.
- الغرق في المياه المالحة (مياه البحر): الغرق في المياه المالحة يرافقه ارتفاع في مستوى الكلور والكالسيوم، والدم يصبح أكثر تماسكا. ومن مميزات الغرق الحقيقي في المياه المالحة الظهور السريع للوذمة الرئوية (Pulmonary edema ) مع خروج رغوة بيضاء من الممرات التنفسية.

### الغرق الاختناقي
والمعروف أيضا بالغرق الناشف، ونسبة انتشاره مقارنة مع الأنواع الأخرى تتراوح ما بين 5 إلى 20 % من أنواع الغرق. وهو يحدث كرد فعل لانقباض الحنجرة وإغلاق مجرى التنفس (Laryngospasme) مؤديا بذلك إلى الاختناق ولايحدث تسرب للمياه إلى الممرات التنفسية. وهي أكثر ماتلاحظ لدى الأطفال والنساء، كما تلاحظ في حال السقوط في الماء القذر أو الماء الحاوي على الكلور، وبها يلاحظ دخول كميات كبيرة من الماء إلى المعدة، كما يمكن أن يحدث بها الوذمة الرئوية (Pulmonary edema) ولكن ليس من النوع النزيفي.

### الغرق الثانوي
يرجع إلى توقف القلب بسبب سقوط المصاب في الماء البارد جدا، والعائد إلى ردة فعل في حال تسرب المياه إلى الممرات التنفسية أو إلى الأذن الوسطى في حال إصابة طبلة الأذن. ومن علاماتها المميزة حدوث انقباض للأوعية الدموية الطرفية وبشكل قوي، أما الوذمة الرئوية (Pulmonary edema ) ففي العادة لاتحدث.

## عوامل الخطر[5]

### السن
يعتبر السن من أهم العوامل المرتبطة بالغرق، حيث يعد الأطفال أكبر فئة معرضة لخطر الغرق عالمياً، خاصة الأطفال من سن عام إلى أربعة أعوام ويليهم الأطفال الذين تتراوح أعمارهم بين 5 و9 سنوات، فعلى سبيل المثال: في إقليم غرب المحيط الهادئ يعد السبب الرئيسي لموت الأطفال (الذين تتراوح أعمارهم من سن 5 إلى 14 عاماً) هو الغرق.
وكشفت الإحصاءات أُجريت في عدد من الدول فيما يخص غرق الأطفال:
أن الغرق واحد من أبرز خمسة أسباب لموت الأطفال (1 – 14 عاماً)
في 48 دولة من أصل 85 دولة.
يعتبر الغرق أحد أهم أسباب موت الأطفال الناتج عن إصابات غير متعمدة في:

#### أستراليا
الفئة العمرية التي يتراوح سنها بين عام واحد وثلاثة أعوام.

#### بنغلاديش
يعتبر سبب وقوع 43% من حوادث الغرق للفئة العمرية التي يتراوح سنها بين عام واحد وأربعة أعوام.

#### الصين
الفئة العمرية التي يتراوح سنها بين عام واحد و14 عاماً.

#### الولايات المتحدة
يعتبر الغرق ثاني أهم أسباب موت الأطفال الذين يتراوح سنهم بين عام واحد و14 عاماً.

### نوع الجنس
الرجال أكثر عرضه بشكل كبير جداً لخطر الغرق عن النساء ويرجع ذلك إلى ممارستهم العديد من السلوكيات الخاطئة كالسباحة في مناطق غير مسموح السباحة بها بسبب عمق المياه، وجود صخور أو السباحة بمفردهم أو شرب الكحول قبل السباحة أو قيادة السفينة.

### الوصول للماء
يتناسب الغرق طردياً مع مدي سهولة الوصول للماء، فنجد أن الصيادين والتجار الذين يستخدمون قوارب صغيرة هم الأكثر عرضة للغرق، كما تزداد نسبة غرق الأطفال الذين يعيشون قرب المسطحات المائية المكشوفة مثل: البرك، الترع، الخنادق، البحار أو أحواض السباحة مقارنة بغيرهم من الأطفال.

### كوارث الفيضانات
يتسبب الغرق في 75% من الوفيات الناتجة عن خطر الفيضان، تزداد أخطار الفيضانات في الدول متوسطة ومحدودة الدخل بسبب ضعف الوسائل والامكانيات الخاصة بالتنبؤ بخطر الفيضان، تحذير المواطنين وإخلاء المناطق المتوقع تعرضها للخطر.

### السفر بواسطة الماء
تزداد معدلات الغرق خاصة في حالات الهجرة غير الشرعية أو طالبي اللجوء وغيرها من الرحلات التي تتم من خلال قوارب أو سفن صغيرة غير مهيأة للسفر لمسافات طويلة أو لاستيعاب عدد كبير من المسافرين أو غير مدربة لحوادث النقل المائي.

## عملية إنقاذ الغريق
عندما يغرق شخص في الماء سواء كان (مسبح، نهر، بحر أو غيرها) من الضروري الشروع في عملية الإنقاذ بسرعة، وهي عملية تتكون من عدة خطوات يمكن تلخيصها فيما يلي:

### الشروع في الإنقاذ
يجب على المنقذ تحليل الموقف من جميع الجوانب قبل الشروع في عملية الإنقاذ ثم يقرر الاجراء المناسب ويبدأ في تنفيذه.
فعليه إتباع الخطوات التالية:
1. ذا كان هناك حارس إنقاذ هناك ، اطلب منه مساعدة الضحية أو إخباره بمكان اختفائه. تحتوي بعض مناطق السباحة على طائرات بدون طيار قادرة على رمي سترات النجاة ، أو الروبوتات العائمة ، لذلك من الممكن طلبها.
2. البحث عن أشياء تفيده في عملية الإنقاذ مثل (حبل، عصا، فوطة، شيء مربوط، لوح خشبي أو يد المنقذ نفسه إذا كانت الضحية قريبه منه)، وتقريبها فوراً من الضحية، على المنقذ ضبط الهدف عند رميه لوسيلة المساعدة حتى تتمكن الضحية من التقاطها بسهولة، ويوصي بأن يستلقي المنقذ على الأرض جيداً أثناء تقريبه لهذه الوسائل حتى لا يختل توازنه وينزلق هو الآخر إلى الماء.الإنقاذ باستخدام كائن: يجب على المنقذ الاستلقاء بحزم على الأرض ، لتجنب أن يتم سحبها من قبل الضحية ، نحو الماء.
3. الاتصال بخدمات الطوارئ.

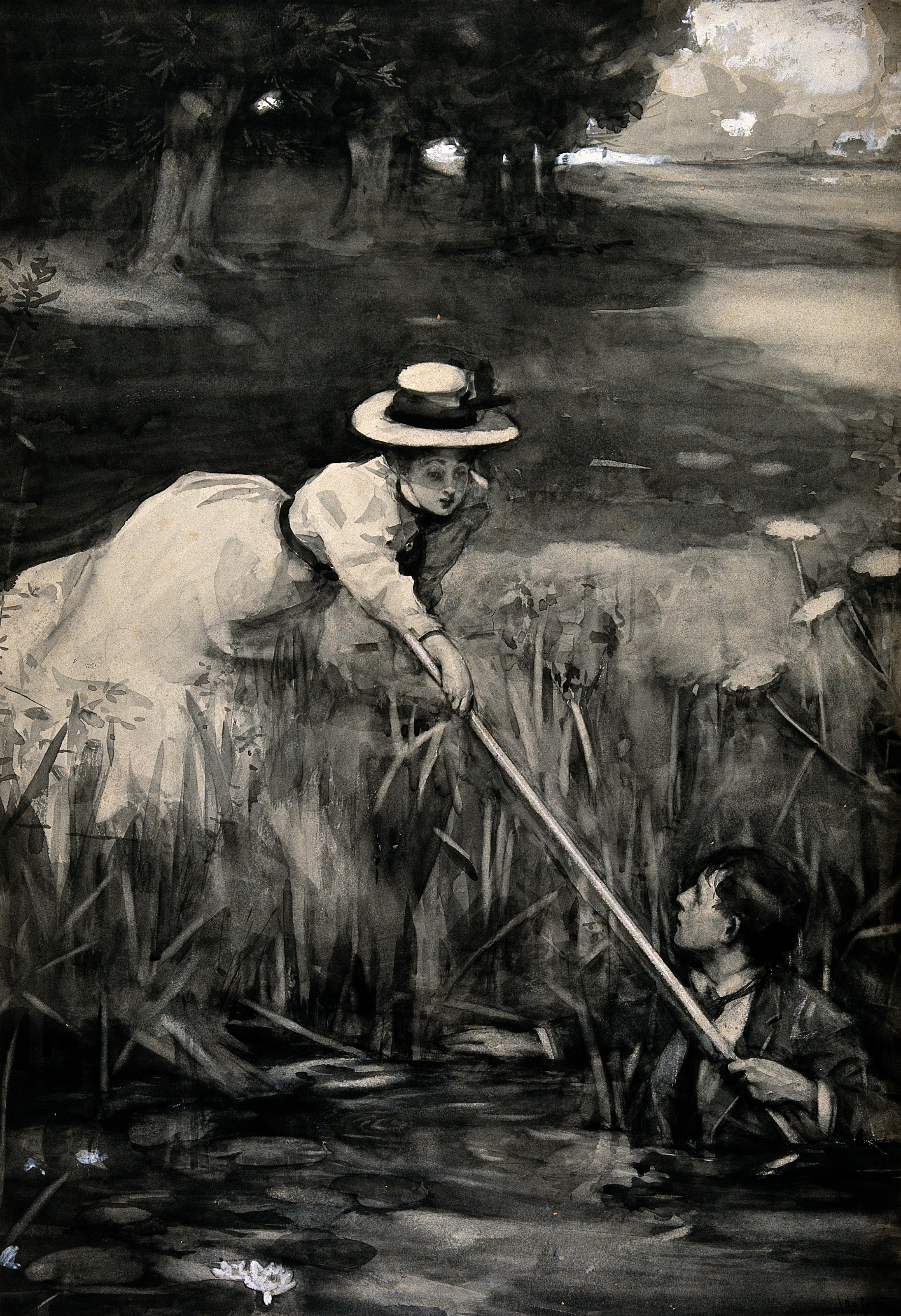
الإنقاذ باستخدام كائن: يجب على المنقذ الاستلقاء بحزم على الأرض ، لتجنب أن يتم سحبها من قبل الضحية ، نحو الماء.

4. نصح الضحية بأن تستلقي أفقياً وتفتح فمها (فبهذه الوضعية لن تحتاج الضحية إلى بذل الكثير من الجهد) ومحاولة تهدئتها.
5. طلب المساعدة من المراكب أو أي وسيلة نقل بحرية متاحة.
6. طلب المساعدة من الأشخاص المحيطة، والبحث فيهم عن شخص يجيد السباحة ويستطيع إنقاذ الضحية.  في حاله عدم وجود حارس للشاطئ في المنطقة، يمكن للشخص المنقذ إخراج الضحية إلى الشاطئ عن طريق السباحة فقط إذا كان بإمكانه (جسدياً – عملياً) القيام بذلك.

### عملية إخراج الضحية من الماء
يجب على المنقذ تمييز الحالة التي يكون عليها الغريق قبل الشروع في إخراجه من الماء، فهناك ثلاث حالات ويتم تصنيفهم وفقاً لمدي معرفه الضحية بالسباحة ودرجة وعيه بالموقف:

#### الغريق المتهيج
يشعر بالتوتر والانزعاج الشديد لعدم معرفته بالسباحة ويقوم بحركات سريعة وعشوائية، يعتبر أخطر نوع والأكثر صعوبة في إنقاذه حيث ينعدم تقريباً وعيه بالموقف بسبب حالة الهلع التي يكون عليها، فيجب على المنقذ ان يتوخى الحذر قبل إنقاذه ومحاولة تهدئته بالكلام وطمأنته لأنه إذا اقترب منه وهو في تلك الحالة فسيتشبث به ولن يتمكن المنقذ من تخليص نفسه، لذلك يستحسن في تلك الحالة أن يغوص المنقذ إلى القاع حتى يصل إلى الضحية ويقوم بقلبه على ظهرة وتكتيف يديه حتى يمنعه من الحركة ثم يعود به إلى الشاطئ.

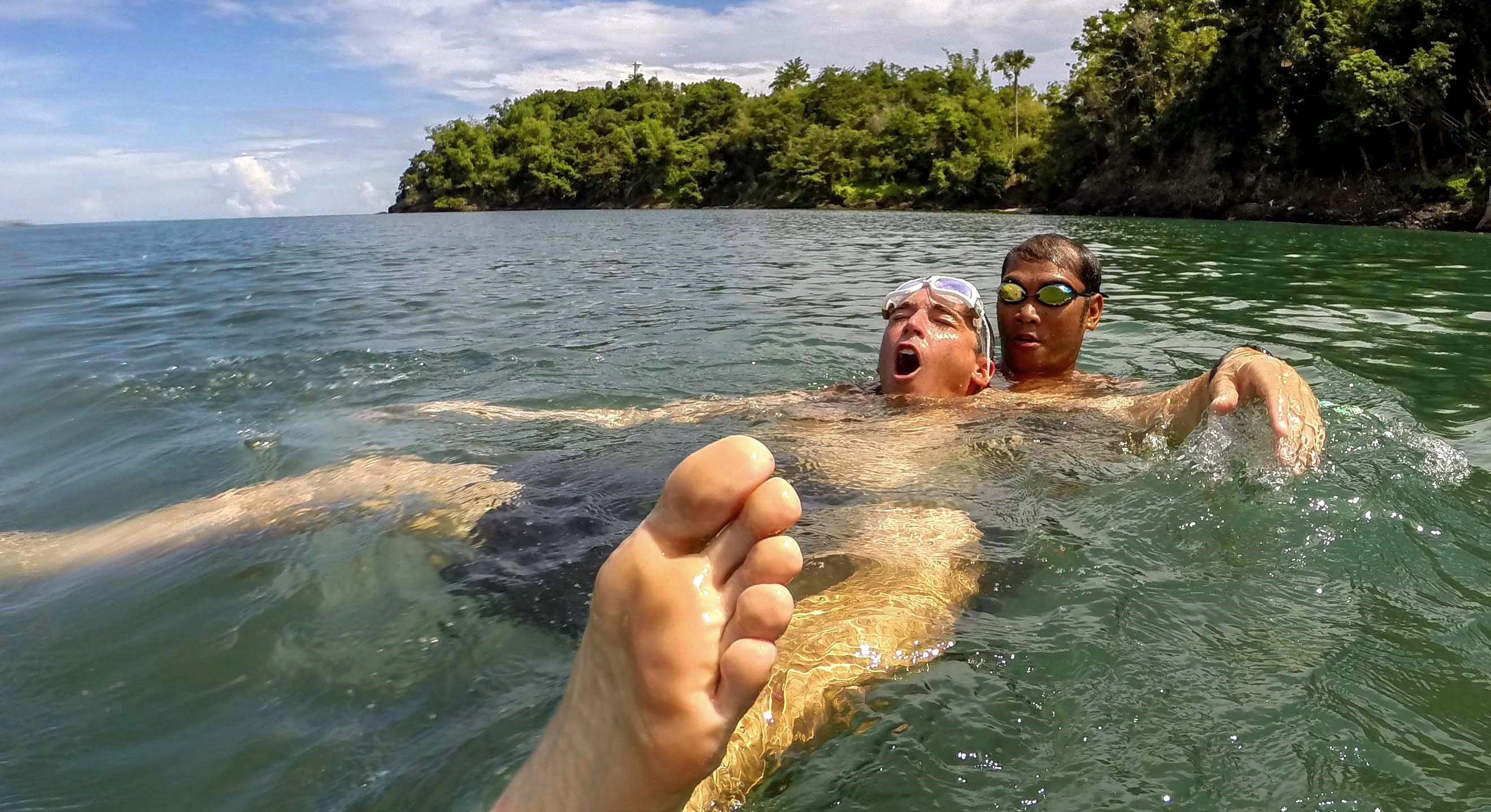
الإنقاذ المائي: لقد سيطر الرجل المنقذ بالفعل على موقف ضحية قلق (الجزء الأخطر) ، ويبدأ التحرك نحو الشاطئ. يبقى فم الضحية وأنفه خارج الماء.

#### الغريق المتعلق
تكون الضحية متعلقة بين سطح الماء والقاع إذا لم يتم انقاذها في اللحظات الأولي فيشعر الغريق بالإحباط واليأس وتنخفض روحه المعنوية وتضعف قوته مما ينتج عنه دخول كمية كبيرة من الماء إلى الممرات الهوائية والمعدة.

#### الغريق الغاطس
يعتبر أسوأ حالة قد يصل لها الغريق بسبب عدم إنقاذه بسرعة وفي هذه الحالة يصل الغريق إلى القاع مع انسداد الفم والأنف بشكل كامل والتشنج وفقد الوعي.
في الحالة الثانية والثالثة عند انقاذ الغريق يجب قلب الغريق على ظهره وإمالة رأسه للخلف وتوخى الحذر عند تحريك ظهره.

#### السباح المتعب
تعتبر الحالة الأقل خطورة حيث يكون ملماً بالسباحة ولكنه غير قادر على الوصول للشاطئ بسبب حالات طارئة كتقلصات عضلية أو آلام داخلية.
يجب على المنقذ مراعاة:

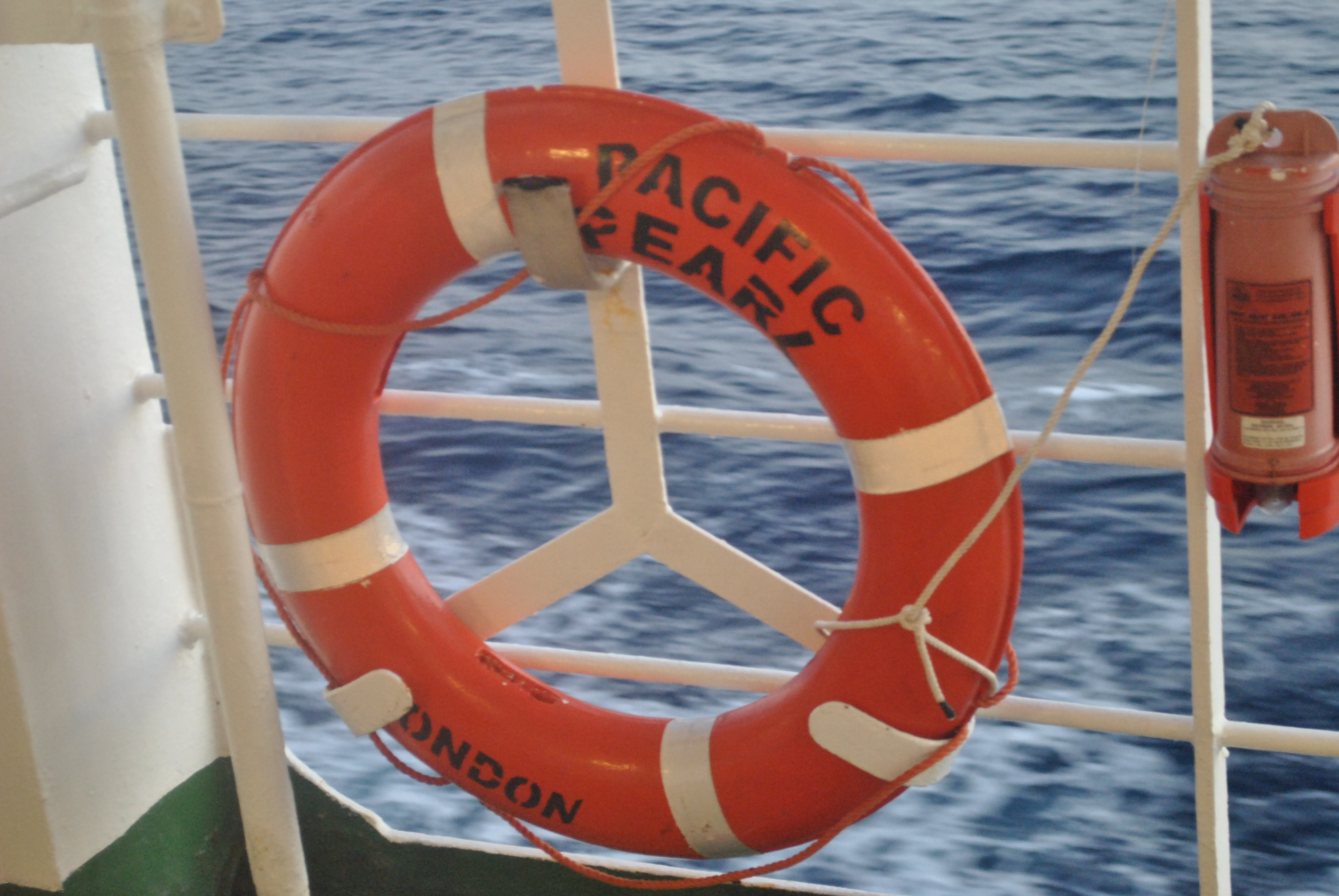
أطواق النجاة في القارب.

- عنصر الزمن والسرعة، فكل ثانية قد تشكل فارقاً في حياة شخص، فيجب على المنقذ تحديد موقع الضحية بدقة حتى لا يغوص مرة أخري ومحاولة الوصول له في أسرع وقت ممكن.
- خلع الملابس خاصة الثقيلة قبل الغوص التي قد تعقيه عند السباحة.
- عدم إضاعة الكثير من الجهد في السباحة، وعدم مقاومة التيار الجاري بل محاولة الطفو معه حتى يصل إلى الشاطئ في اتجاه التيار.
- استخدام أدوات تساعده في عملية الإنقاذ مثل (العوامات – مكعبات الطفو – أطواق النجاة – جهاز الطفو – سندات للذراعين والقدمين – مركب) إذا توفرت في محيط الحادث.

### الإسعافات الأولية[8]
بعد انتشال الغريق من الماء والوصول به إلى الشاطئ، يجب وضع الغريق مستلقياً على ظهره على أرض مستوية ويجب توخى الحذر عند التعامل معه لاحتمال تعرضه لإصابة خاصة في رأسه بسبب ارتطامها بشيء في الماء.
التأكد من استجابة المريض وذلك عن طريق النداء عليه أو هز كتفه فإن لم يستجيب يجب التحقق على الفور من حالة التنفس:
- إذا كان الغريق يتنفس: يجب وضعه في حالة الافاقة، تغير ثيابه المبللة، تدفئته بشيء ثقيل وانتظار سيارة الإسعاف.
- إذا انقطع نفس الغريق:

1. يجب رفع رأسه وذلك عن طريق وضع يد على جبينه والأخرى أسفل ذقنه ورفعه ببطيء وحذر، وذلك لفتح مجرى التنفس.
2. التحقق من وجود نبض وذلك عن طريق تحسس مكان الحنجرة باستخدام إصبعين.
3. البدء بإجراء التنفس الاصطناعي وذلك عن طريق النفخ في فم المصاب 5 مرات ببطيء (لمدة تتراوح من ثانية ونصف إلى ثانيتين) مع مراقبة ارتفاع الصدر اثناء النفخ والانتظار حتى يهبط صدره بين النفخات.التنفس الاصطناعي (سد الأنف والنفخ في الفم 5 مرات)

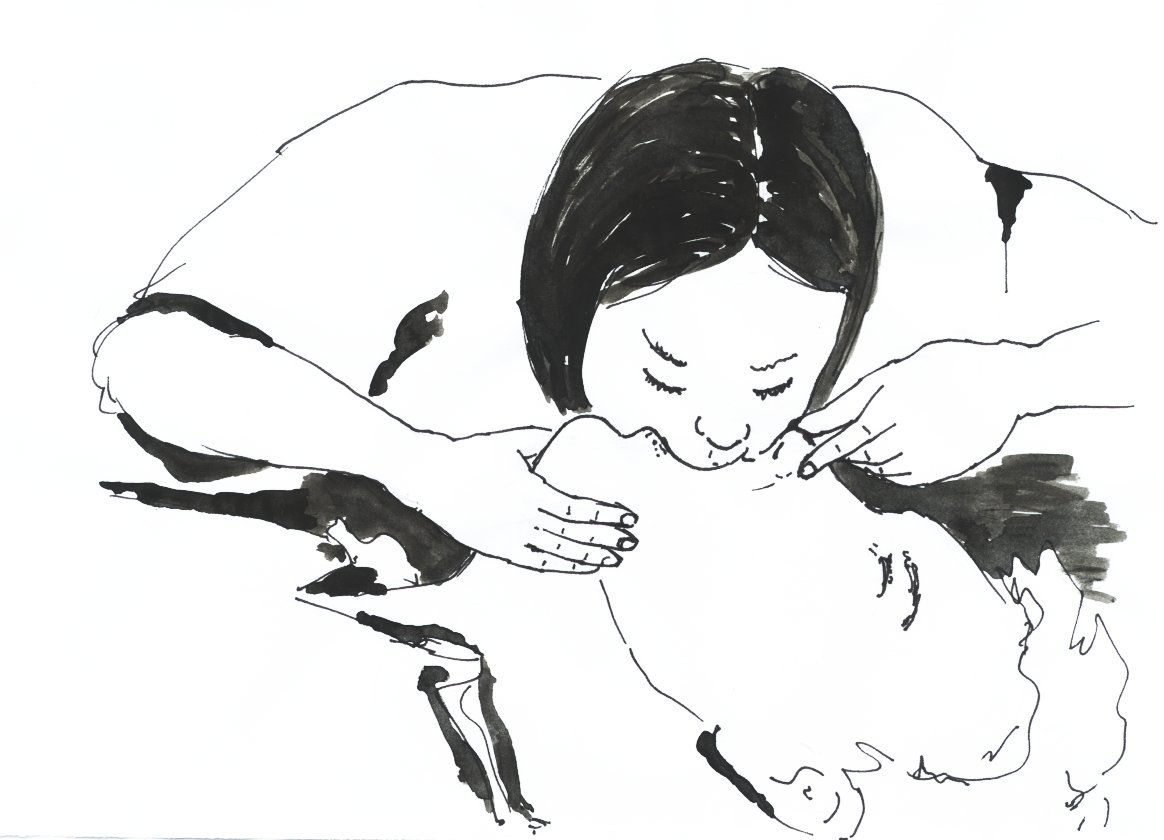
التنفس الاصطناعي (سد الأنف والنفخ في الفم 5 مرات)

4. القيام بعملية الإنعاش القلبي الرئوي (30 ضغطة).الإنعاش القلبي الرئوي

الإنعاش القلبي الرئوي

5. إعادة التنفس الاصطناعي مرة أخري وذلك عن طريق النفخ مرتين فقط، ثم القيام بالإنعاش القلبي الرئوي مرة أخري، وتكرار الأمر حتى يستفيق الغريق أو تصل سيارة الإسعاف.[9]
6. إذا استعاد الغريق تنفسه قبل وصول سيارة الإسعاف فيجب تغيير ثيابه وتدفئته بشيء ثقيل.
7. مراقبة الغريق والتحقق من نبضه حتى وصول سيارة الإسعاف.

إذا كان الغريق رضيعاً (يقل عمره عن عام، وذو حجم صغير) تختلف طريقة القيام بالإسعافات الأولية فيما يخص:
- إجراء التنفس الاصطناعي: يجب أن يغطي فم المنقذ أنف وفم الرضيع في الوقت ذاته عند النفخ، وذلك لأن وجه الرضيع صغير جداً.
- الإنعاش القلبي الرئوي: يتم الضغط على صدر الرضيع بإصبعين فقط.

## العلامات المرضية في حال الغرق
حالة المصاب تعتمد في الأغلب على: فترة تواجده في الماء، وسبب الغرق، الصدمة النفسية، وشدة برودة الماء.
في الحالات البسيطة نرى بأن المصاب محافظ على وعيه، ولكنه هائج، يرتجف، يستفرغ باستمرار. أما في الحالات المتواجد بها المصاب لفترة زمنية أطول إلى حد ما (الغرق الحقيقي أو الغرق الاختناق)، يلاحظ خلل في بعد ذلك مباشرة، لأن القلب يستمر في الخفقان لعدة دقائق.

## الوقاية[10][11][12]
- تركيب الحواجز للأطفال خاصة في المناطق المطلة مباشرة على مصدر من مصادر المياه.
- تقديم الرعاية اللازمة والمراقبة للأطفال الصغار.
- تسييج المسابح.
- تغطية الآبار.
- تعليم الأطفال السباحة وتدريبهم على مهارات الإنقاذ الآمن.
- زيادة الجهود المبذولة من أجل وضع الإرشادات اللازمة المتعلقة بالركوب الأمن للقوارب والسفن، التحذير من مدي عمق المياه وغيرها، بالإضافة إلى توفير المعدات مثل القوارب وسترات النجاة وغيرها من المعدات اللازمة لإنقاذ الغريق.
- أما في حالة الفيضان فيجب بناء الإمكانيات اللازمة لمواجهه خطر الفيضان، وانشاء نظم للإنذار المبكر بوقوع الكوارث.